# Imunitní reakce (Star Trek)
Imunitní reakce (v anglickém originále The Immunity Syndrome) je osmnáctý díl druhé řady seriálu Star Trek. Premiéra epizody v USA proběhla 19. ledna 1968, v České republice 7. února 2003.

## Příběh
Hvězdného data 4307.1 je hvězdná loď USS Enterprise NCC-1701 pod vedením kapitána Jamese Tiberius Kirka na cestě na dovolenou, ale je odvolána, protože byl zachycen nouzový signál lodi USS Intrepid. Než k lodi obsazené vulkánci dorazí, signál zmizí a pan Spock cítí smrt čtyř set členů jeho druhu. Enterprise doráží na místo, kde objevuje neznámý, čistě černý jev ve vesmíru. Při jeho sledování začíná být posádka oslabena a někteří členové kolabují. Kirk to nejprve dává za vinu dlouhé službě a nemožnosti odpočinku. Posléze se Enterprise dostává přímo do jádra černého úkazu, který celou loď obklopil a táhne ke svému středu.
Dr. McCoy zjišťuje, že posádka není unavená, ani nejde o nemoc, ale prostě pomalu umírá. Spock dedukuje, že se proces umírání prohlubuje, čím blíže je loď středu objektu. Kirk je ovšem trochu nervózní z toho, že Spock není schopen říct o co jde, ani nemá žádnou představu. Při pokusech o zpětný chod se loď paradoxně zrychlí směrem vpřed. Když posádka zkusí použít maximální výkon pro chod vpřed, jsou schopni pouze udržet pozici. Záhy se objevuje jádro systému. Spock ze senzorů sondy zjišťuje, že jde o 11 mil dlouhý objekt s vnější vrstvou trosek a sutí, vnitřní vrstvou z protoplasmy, která se různí od želatinové vrstvy až k polotekuté centrální hmotě, a jde o živého tvora. McCoy přirovnává formu života vzhledově k amébě a navrhuje vyslat k prozkoumání raketoplán. Kirk je proti poslání kohokoliv, ačkoliv by to znamenalo možnost zjištění slabých míst a možnosti uvolnění Enterprise. Spock se dohaduje s McCoyem, kdo je vhodnější na tento průzkum a Kirk se nakonec musí rozhodnout. Zatímco se rozhoduje, Scotty informuje, že energie pro udržení pozice zbývá zhruba na 75 minut. Kirk nakonec vybere Spocka, který se raketoplánem NCC-1701/7 vydává k do jádra neznámého tvora. Při průniku Spock musí převést veškerou energii do štítů i když Scotty upozorňuje, že nebude mít dostatek energie pro návrat. Z údajů senzorů zjišťuje, že bytost má dostatek energie pro reprodukci a záhy ztrácí spojení s Enterprise. Protože každá akce vůči tvorovi se projeví i na Enterprise, dává najevo, že stále žije tím, že vysílá slabé impulzy do tvora, který otřese Enterprise.
Později se Spockovi daří odvysílat zprávu, že tvor je zranitelný zevnitř a je zapotřebí použít nálož, explodující uvnitř, namísto phaserů a fotonových torpéd. Kirk přirovnává tvora buňce napadající pomyslný organismus vesmíru a lidi jako protilátky, které po rozmnožení tvora na miliony "buněk" budou fungovat jako virus. Rozhoduje vypnout motory a proniknout vnějším pláštěm tvora. Protože se tvor živý energií, je zapotřebí použít k jeho zničení antihmotu. Nechává zadat kurz přímo k vnitřnímu jádru, kde chce nálož antihmoty odhodit a zkusit uprchnout. Nikdo na Enterprise netuší, že Spock je stále v raketoplánu naživu. Po odhození nálože se Enterprise vydává zpět. Při zpáteční cestě Čechov upozorňuje na kovový předmět vedle lodi. Je jasné, že to je raketoplán Spocka. Kirk dává rozkaz jej zachytit vlečným paprskem. Scotty upozorňuje, že na to není energie a to samé podotýká Spock, ale McCoy jej okřikne.
Po výbuchu se Enterprise i raketoplán objevují zpět ve vesmíru. Po návratu na Enterprise Kirk dává rozkaz nabrat kurz zpět na základnu 6 a těší se, že si konečně užije dovolenou.